# Eremites de Joan Bono
Els Eremites de Joan Bono o joanbonites foren un orde mendicant de tipus semieremític que es va difondre des de l'Emília-Romanya al centre i nord d'Itàlia. Fou una de les congregacions eremítiques que s'integraren a la Magna Unió de 1256 per formar l'Orde de Sant Agustí.

## Història
Giovanni Bono, laic de Màntua s'havia retirat a fer vida eremítica a Butriolo, prop de Cesena (Emília-Romanya), cap al 1208. Hi començà a tenir seguidors, que es reuniren entorn seu i vivien en una comunitat d'eremites, i on es va construir l'església de Santa Maria di Butriolo (actual església de Sant'Agostino de Cesena) cap al 1217, on sentien missa diàriament. Giovanni va demanar permís al bisbe Otó de Cesena per fundar una congregació a l'eremitori a Butrio i l'obtingué, fent servir la Regla de Sant Agustí com a regla de vida.
Probablement, ja tenien aquesta regla cap al 1225, amb constitucions aprovades d'acord amb les directrius del IV Concili Lateranenc. Un cop l'orde va tenir reglament, el 1238 Giovanni va deixar-ne la direcció al frare Matteo da Modena. El papa Gregori IX va aprovar la nova comunitat el 24 de març de 1240, i la voluntat de portar un hàbit negre, cinyell de cuir, sabates i portar una gaiata de cinc peus de llarg. La nova congregació, de caràcter semieremític prengué el nom d'Eremites de Santa Agnès, per la fundació que van fer a Sant'Agnese in Porto, a Màntua, però foren coneguts com a Eremites de Joan Bono o Giamboniti (joanbonites) pel seu fundador.
Els Eremites de Joan Bono ràpidament es difongueren i obriren convents a Rímini, Faenza, Bolonya, Mòdena, Reggio Emilia, Ferrara, Parma, Màntua, Cremona, Milà, Verona, Vicenza, Pàdua, Venècia, Treviso i altres ciutats més petites, però sempre al nord d'Itàlia. El 1249 les comunitats s'agruparen en tres províncies: Llombardia, traspadana i cispadana. De mica en mica, l'activitat dels frares va canviar, passant de la vida contemplativa a l'apostolat, i donant prioritat a la predicació a les ciutats, com els altres ordes mendicants.
Altres ordes eremítics similars, sempre amb la regla agustiniana, van fundar-se al llarg d'Itàlia durant la primera meitat del segle xiii. Per evitar-ne la dispersió i facilitar-ne el control papal, el 9 d'abril de 1256, Alexandre IV va publicar la butlla Licet Ecclesiae catholicae, on decretava que cinc d'aquestes congregacions, entre elles la de Joan Bono (amb els Eremites de Brettino, Eremites de Sant Guillem, Eremites de Monte Favale i Eremites de la Tuscia) s'unissin per formar l'Orde de Sant Agustí, en el que es va anomenar la Magna Unió.
Aquesta unió va significar la supressió de l'orde, tot i que alguns grups no van estar-hi d'acord i van continuar vivint de manera independent.
Una tradició diu que paral·lelament, a partir de comunitats de laics que seguien l'espiritualitat dels bonites, es va originar l'orde dels Germans de la Penitència de Jesucrist o Frares del Sac. En realitat, aquest orde mendicant va sorgir a la Provença entre 1248 i 1250, arribant molt aviat a Itàlia.